# Jörg Bergmann
Jörg Reinhold Bergmann (* 1946 in Landsberg am Lech) ist ein deutscher Soziologe.

## Biographie
Er schloss 1975 ein Studium der Psychologie, Soziologie, Philosophie und Sprachwissenschaften an der Universität München ab und arbeitete anschließend in einem Forschungsprojekt und als Hochschulassistent an der Universität Konstanz. 1977/78 verbrachte er mit einem Forschungsstipendium der Fritz Thyssen Stiftung an der UCLA. Nach Promotion und Habilitation arbeitete Bergmann ab 1990 als Professor für Mikrosoziologie an der Justus-Liebig-Universität Gießen. Von 2001 bis zu seiner Pensionierung im Jahr 2012 war er Professor für Qualitative Methoden der empirischen Sozialforschung an der Universität Bielefeld. Seine Abschiedsvorlesung mit dem Thema „Irritationen, Brüche, Katastrophen. Über soziale Praktiken des Umgangs mit 'Störungen' in der Interaktion“ hielt er dort am 25. Januar 2012.
Weiterhin war Bergmann zwischen 2006 und 2011 Direktor am Zentrum für interdisziplinäre Forschung (ZiF) und zwischen 2007 und 2010 Direktor der Bielefeld Graduate School in History and Sociology (BGHS).

## Publikationen (Auswahl)
- Klatsch. Zur Sozialform der diskreten Indiskretion, 2. Auflage. Berlin: de Gruyter, 2022, ISBN 978-3-11-075805-4. Google Book, Auszüge
- mit Paul Drew (Hgg.): Gail Jefferson - Repairing the Broken Surface of Talk: Managing Problems in Speaking, Hearing and Understanding in Conversation, New York: Oxford University Press, 2017, ISBN 978-0-19-069796-9.
- mit Ulrich Dausendschön-Gay und Frank Oberzaucher: „Der Fall“: Studien zur epistemischen Praxis professionellen Handelns, Bielefeld: Transcript, 2014, ISBN 978-3-8376-1969-0.
- mit Ruth Ayaß (Hgg.): Qualitative Methoden der Medienforschung, Reinbek b.H.: Rowohlt, 2006. (als pdf hier)
- (Hg.): Beratung und Therapie per Internet und Handy, in: Psychotherapie und Sozialwissenschaft: Zeitschrift für qualitative Forschung und klinische Praxis, Vol. 7, Heft 2/2005, Gießen: Psychosozial-Verlag
- mit Werner Holly und Ulrich Püschel (Hgg.): Der sprechende Zuschauer: Wie wir uns das Fernsehen kommunikativ aneignen, Wiesbaden: Westdeutscher Verlag, 2001.
- mit Thomas Luckmann (Hgg.): Kommunikative Konstruktion von Moral, Bd.1: Struktur und Dynamik der Formen moralischer Kommunikation, Opladen: Westdeutscher Verlag, 1999. (als pdf hier)
- mit Thomas Luckmann (Hgg.): Kommunikative Konstruktion von Moral, Bd.2: Von der Moral zu den Moralen, Opladen: Westdeutscher Verlag, 1999. (als pdf hier)
- mit Per Linell (Hgg.): Morality in Discourse, Special Issue of Research on Language and Social Interaction, Vol. 31, Nr. 3/4, Mahwah, N.J.: Lawrence Erlbaum, 1998.
- Klatsch: Zur Sozialform der diskreten Indiskretion, Berlin: de Gruyter, 1987, ISBN 3-11-011236-1; engl. Discreet Indiscretions: The Social Organization of Gossip, New York: Aldine de Gruyter 1993, ISBN 0-202-30468-X.